# 浦江双辉大厦
浦江双辉大厦（英語：Riviera TwinStar Square）位于上海黄浦江畔，陆家嘴金融贸易区内，由两幢高49层的双子大楼和两幢高18层的副楼组成。大厦处于由中船集团和中信泰富共同开发的上海船厂陆家嘴滨江金融城板块。两幢双子大楼分别为中国农业银行和中国建设银行位于上海的总部。其中，9号楼的1－41层由农行以37.7亿元购得。裙楼是上海浦东文华东方酒店。值得注意的是，两幢双子楼的外侧表面采取了与竹子形似的设计。截止至2014年2月，浦江双辉大厦的2幢双子楼并列上海第25高大楼。

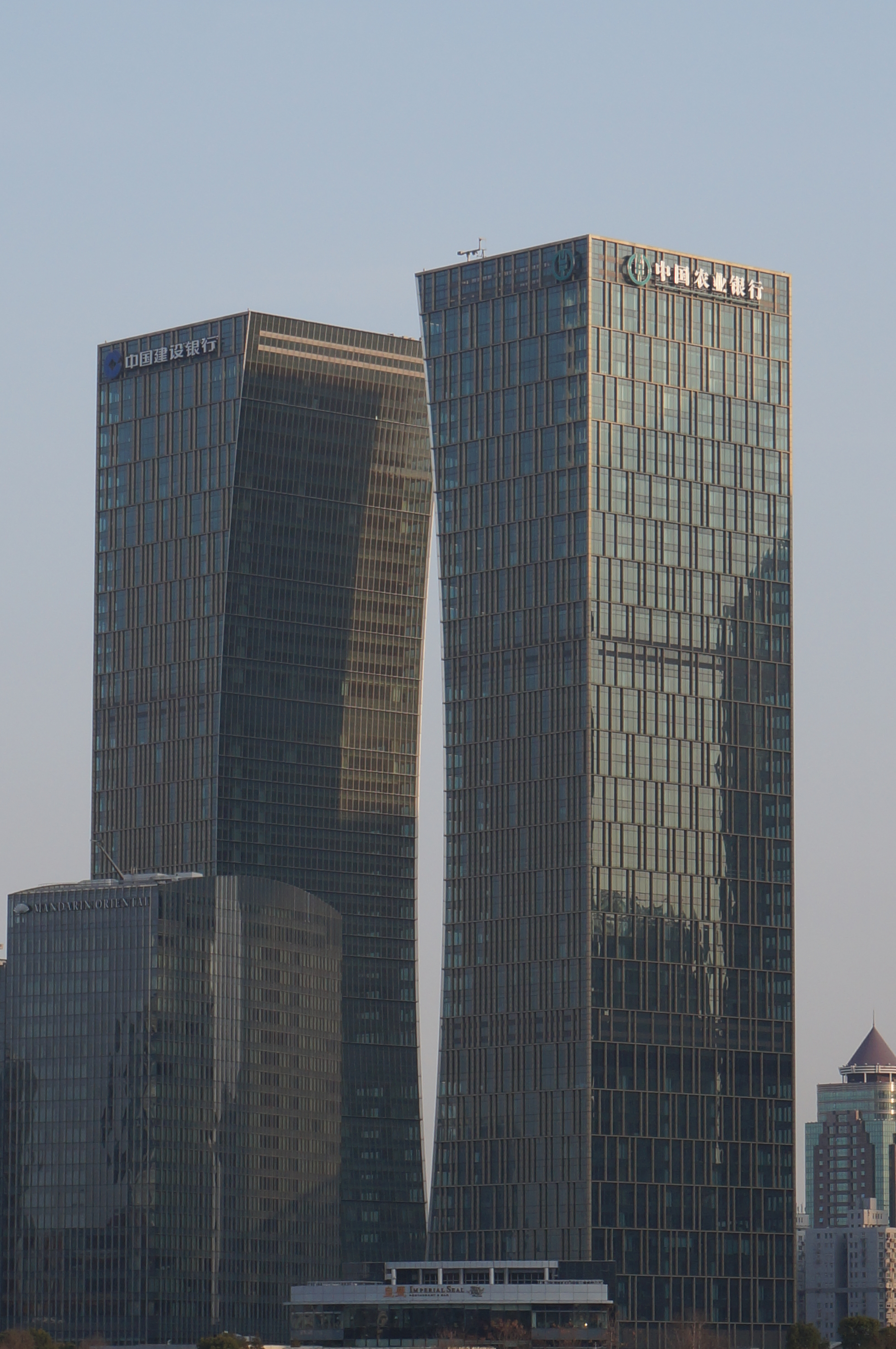
浦江双辉大厦侧面

## 邻近
- 时代金融中心
- 中融·碧玉蓝天
- 招商银行上海大厦

## 交通
- 上海地铁：2号线陆家嘴站
- 上海轮渡：泰公线轮渡泰同栈轮渡站